# Йозеф Штіґлер
Йозеф Штіґлер (нім. Josef Stigler; 30 травня 1899, Байройт — 10 лютого 1982, Ердінг) — німецький офіцер, штурмбанфюрер СС і майор резерву вермахту. Кавалер Лицарського хреста Залізного хреста.

## Нагороди
- Залізний хрест 2-го класу
- Почесний кут старих бійців
- Почесний хрест ветерана війни з мечами
- Орден крові
- Медаль «У пам'ять 13 березня 1938 року»
- Медаль «У пам'ять 1 жовтня 1938» із застібкою «Празький град»
- Медаль «За вислугу років в НСДАП» в бронзі (10 років)
- Застібка до Залізного хреста 2-го класу
- Залізний хрест 1-го класу
- Лицарський хрест Залізного хреста (10 липня 1942) — як обер-лейтенант 2-го батальйону 42-го піхотного полку 46-ї піхотної дивізії.
- Штурмовий піхотний знак в сріблі
- Нагрудний знак «За поранення» в сріблі
- Медаль «За зимову кампанію на Сході 1941/42»
- Кримський щит[1]